# Рейносо Панталеон, Джулисса
Джулисса (Хулисса) Рейносо Панталео́н (англ. Julissa Reynoso Pantaleón; род. 2 января 1975, Сальседо) — американский юрист и дипломат. Посол в Испании и Андорре с 2 февраля 2022 года. В прошлом — глава аппарата первой леди США Джилл Байден и советник президента США Джо Байдена, сопредседатель Совета по гендерной политике Белого дома (2021—2022), посол США в Уругвае (2012—2014).

## Биография
Родилась 2 января 1975 года в Доминиканской Республике. В 1982 году иммигрировала в США.
В 1997 году получила степень бакалавра в области государственного управления в Гарвардском университете. Получила стипендию Джона Гарварда. В 1998 году получила степень магистра философии (MPhil) в Эммануил-колледже Кембриджского университета в Великобритании. Получила стипендию Пола и Дейзи Сорос. В 2001 году получила докторскую степень в Юридической школе Колумбийского университета. Во время докторантуры была редактором журнала Columbia Journal of Transnational Law.
Работала в офисе Лоры Тейлор Суэйн, судьи Федерального окружного суда Южного округа Нью-Йорка.
Была партнёром в международной юридической фирме Chadbourne & Parke, расположенной в Нью-Йорке. Работала научным сотрудником в Юридической школе Колумбийского университета. В 2006 году работала в Департаменте образования Нью-Йорка.
Принимала участие в предвыборной кампании 2008 года Хиллари Клинтон, которая баллотировалась на пост президента США. После того как 7 июня 2008 года Хиллари Клинтон отказалась от продолжения внутрипартийной борьбы и заявила о поддержке кандидатуры Обамы, Джулисса Рейносо присоединилась к предвыборной кампании Барака Обамы.
В 2009 году стала заместителем помощника государственного секретаря в Бюро по делам западного полушария (WHA) в Государственном департаменте США при администрации президента Барака Обамы.
В октябре 2011 года президент Обама назначил её послом США в Уругвае. 30 марта 2012 года Сенат США утвердил Рейносо послом США в Уругвае. Занимала должность с 9 мая 2012 года по 10 декабря 2014 года.
Была партнёром в международной юридической фирме Winston & Strawn.
20 января 2021 года стала главой аппарата первой леди и советником президента, а также сопредседателем (вместе с Дженнифер Кляйн) Совета по гендерной политике Белого дома, созданного президентом Джо Байденом. Дженнифер Кляйн (Jennifer Klein) — бывший главный стратег и политический сотрудник группы по борьбе с сексуальными домогательствами («Пора» или «Время истекло» – Time's Up).
27 июля 2021 года президент Джо Байден назначил её на должность посла в Испании. 18 декабря 2021 года Сенат США утвердил Рейносо послом США в Испании. Заняла должность 2 февраля 2022 года.